# PGC 2106967
LEDA/PGC 2106967 ist eine Galaxie im Sternbild Jagdhunde am Nordsternhimmel. Sie ist schätzungsweise 241 Millionen Lichtjahre von der Milchstraße entfernt und hat eine Ausdehnung von etwa 60.000 Lichtjahren.
Im selben Himmelsareal befinden sich unter anderem die Galaxien
NGC 5349, NGC 5351, PGC 2106218, PGC 2106461.